# Miss Massachusetts USA
A competição de Miss Massachusetts USA é o concurso de beleza que elege a representante do Estado do Massachusetts para o concurso Miss USA.
Se, por um lado, Massachusetts não é um dos Estados mais bem-sucedidos em termos de classificações e semi-finalistas, seus louros foram colhidos em anos recentes, quando Shawnae Jebbia foi eleita Miss USA em 1998 e Susie Castillo levou a coroa em 2003. Ambas as misses USA de Massachusetts responderam à mesma pergunta durante as respectivas finais televisionadas.

## Sumário de resultados
- Miss USA: Shawnae Jebbia (1998), Susie Castillo (2003)
- 2ª(s) colocada(s): Diane Pollard (1978)
- Top 10: Mercedes Waggoner (1985), Jacqueline Bruno (2008)
- Top 12: Monica Magnus (1979), Janet Marie Flaherty (1982), Kristen Mastroianni (1995)
- Top 15: Sandra Ramsey (1957), Barbara Feldman (1960), Elaine Cusick (1961), Sandra Smith (1963), Nancy Brackett (1966), Sarah Kidd (2013), Allissa Latham (2018)

### Premiações
- Miss Simpatia: Stacey Blaine (1993)
- Melhor Traje Típico: JoAnne Savery (1981)

## Vencedoras

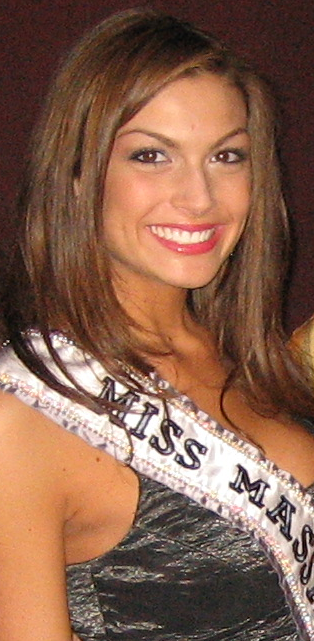
Jackie Bruno, Miss Massachusetts USA 2008

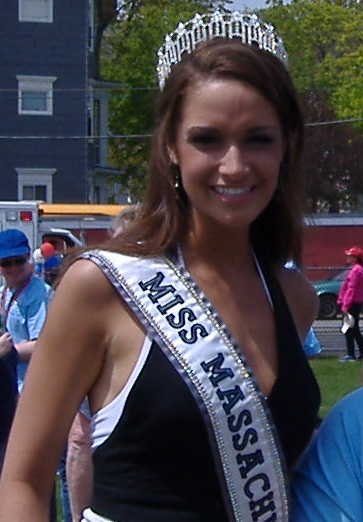
Tiffany Kelly, Miss Massachusetts USA 2006

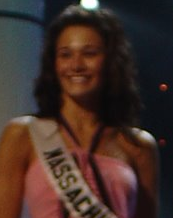
Maria Lekkakos, Miss Massachusetts USA 2004

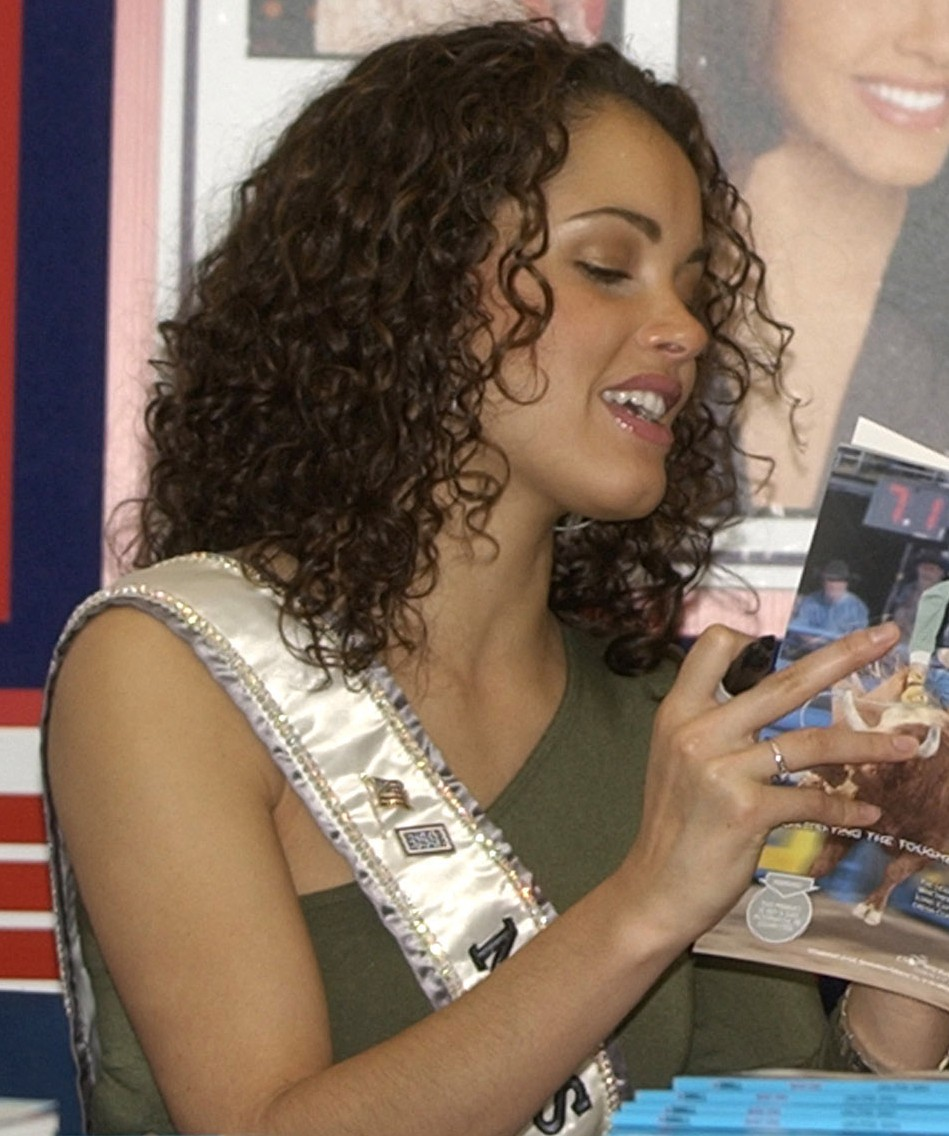
Susie Castillo, Miss Massachusetts USA e Miss USA 2003

| Ano  | Nome                 | Cidade           | Idade1 | Classificação no Miss USA | Premiações Especiais no Miss USA | Notas                                                                                                   |
| ---- | -------------------- | ---------------- | ------ | ------------------------- | -------------------------------- | --- |
| 2020 | Sabrina Victor       | Brockton         | 23     |                           |                                  | |
| 2019 | Kelly O'Grady        | Boston           | 28     |                           |                                  | |
| 2018 | Allissa Latham       | Lowell           | 26     | Top 15                    |                                  | |
| 2017 | Julia Scaparotti     | Peabody          | 25     |                           |                                  | |
| 2016 | Whitney Sharpe       | Burlington       | 21     |                           |                                  | |
| 2015 | Polikseni Manxhari   | Holden           | 24     |                           |                                  | |
| 2014 | Caroline Lunny       | Hollinston       | 23     |                           |                                  | Anteriormente Miss Massachusetts USA 2008 e Top 15 no Miss Teen USA 2008                                |
| 2013 | Sarah Kidd           | Leominster       | 20     | Top 15                    |                                  | |
| 2012 | Natalie Pietrzak     | Somerville       | 25     |                           |                                  | |
| 2011 | Alida D'Angona       | Bolton           | 23     |                           |                                  | |
| 2010 | Lacey Wilson         |                  |        |                           |                                  | Anteriormente Miss Illinois Teen USA 2002                                                               |
| 2009 | Alison Cronin        | East Weymouth    |        |                           |                                  | Anteriormente Miss Massachusetts Teen USA 2005                                                          |
| 2008 | Jackie Bruno         | Assonet          | 23     | Top 10                    |                                  | Anteriormente Miss Massachusetts Teen USA 2003                                                          |
| 2007 | Despina Delios       | Lynn             | 23     |                           |                                  | |
| 2006 | Tiffany Kelly        | Braintree        | 18     |                           |                                  | |
| 2005 | Cristina Nardozzi    | Seekonk          | 21     |                           |                                  | |
| 2004 | Maria Lekkakos       | Rockport         | 25     |                           |                                  | |
| 2003 | Susie Castillo       | Lawrence         | 23     | Vencedora                 |                                  | Ficou entre as 15 semi-finalistas do Miss Universo 2003, anteriormente Miss Massachusetts Teen USA 1998 |
| 2002 | Latoyia Foster       | Lowell           |        |                           |                                  | |
| 2001 | Dana Powell          | Brookline        |        |                           |                                  | |
| 2000 | Rosalie Allain       | Leominster       |        |                           |                                  | Mais tarde Mrs. Massachusetts America 2009 sob o nome de casada, Rosalie Allain-Morris.                 |
| 1999 | Jennifer Krafve      |                  |        |                           |                                  | |
| 1998 | Shawnae Jebbia       | Mansfield        | 26     | Vencedora                 |                                  | Finalista (top 5) no Miss Universo 1998                                                                 |
| 1997 | Jennifer Chapman     | Maynard          |        |                           |                                  | |
| 1996 | Jacqueline Doucette  |                  |        |                           |                                  | |
| 1995 | Kristen Mastroianni  | Wilbraham        |        | Semi-finalista            |                                  | Anteriormente Miss Massachusetts Teen USA 1987, top 10 no Miss Teen USA 1987                            |
| 1994 | Michelle Atamian     | Belmont          |        |                           |                                  | |
| 1993 | Stacey Blaine        | Bellingham       |        |                           | Miss Simpatia                    | |
| 1992 | Christine Netishen   | Lowell           |        |                           |                                  | |
| 1991 | Laura Wheeler        | Framingham       |        |                           |                                  | |
| 1990 | Laureen Murphy       | Boston           |        |                           |                                  | |
| 1989 | Kimberley Wallace    | Ipswich          |        |                           |                                  | |
| 1988 | Anita Marie Lovely   | Franklin         |        |                           |                                  | |
| 1987 | Rosanna Iversen      | South Egremont   |        |                           |                                  | Representou Massachusetts no Miss Oktoberfest 1987, mas não se classificou                              |
| 1986 | Sheila Benson        | Quincy           |        |                           |                                  | |
| 1985 | Mercedes Waggoner    | Boston           |        | Semi-finalista            |                                  | |
| 1984 | Deborah Neary        | Oxford           |        |                           |                                  | |
| 1983 | Robin Jeanne Silva   | Swansea          |        |                           |                                  | |
| 1982 | Janet Marie Flaherty | Wilmington       |        | Semi-finalista            |                                  | |
| 1981 | Joann Savery         | East Bridgewater |        |                           | Melhor Traje Típico              | |
| 1980 | Diane Campbell       | Melrose          |        |                           |                                  | |
| 1979 | Monica Magnus        | Boston           |        | Semi-finalista            |                                  | |
| 1978 | Diane Pollard        |                  |        | 2ª colocada               |                                  | |
| 1977 | Carol Marcil         | Chelmsford       |        |                           |                                  | |
| 1976 | Holly Ann Hoyle      |                  |        |                           |                                  | |
| 1975 | Rilla Posson         | Natick           |        |                           |                                  | |
| 1974 | Ethellean Hicks      |                  |        |                           |                                  | |
| 1973 | Judy Gregory         |                  |        |                           |                                  | |
| 1972 | Dale Carder          |                  |        |                           |                                  | |
| 1971 | April Dow            |                  |        |                           |                                  | |
| 1970 | Cheryl Stankiewicz   | Brockton         |        |                           |                                  | |
| 1969 | Martha Cawley        |                  |        |                           |                                  | |
| 1968 | Sonja Fritz          |                  |        |                           |                                  | |
| 1967 | Pamela Procter       |                  |        |                           |                                  | |
| 1966 | Nancy Brackett       |                  |        | Semi-finalista            |                                  | semifinalista no Miss World USA 1963 como Miss Boston, MA                                               |
| 1965 | Mary Lou Volpe       |                  |        |                           |                                  | |
| 1964 | Barbara Helen Robery |                  |        |                           |                                  | |
| 1963 | Sandra Smith         |                  |        | Semi-finalista            |                                  | no Miss World USA 1961, não se classificou                                                              |
| 1962 | Gale Pope            |                  |        |                           |                                  | |
| 1961 | Elaine Cusick        |                  |        | Semi-finalista            |                                  | |
| 1960 | Barbara Feldman      |                  |        | Semi-finalista            |                                  | |
| 1959 | Beatrice Duprey      |                  |        |                           |                                  | |
| 1958 | Sally Ann Freedman   |                  |        |                           |                                  | |
| 1957 | Sandra Ramsey        |                  |        | Semi-finalista            |                                  | |
| 1956 | Elaine Murphy        |                  |        |                           |                                  | |
| 1955 | Jean Dernago         |                  |        |                           |                                  | |
| 1954 | Nan Cowan            |                  |        |                           |                                  | |
| 1953 | Joan Daly            |                  |        |                           |                                  | |
| 1952 | Vel Dorne            |                  |        |                           |                                  | |

1 Idade à época do concurso Miss USA